# 垂头虎耳草
垂头虎耳草（学名：Saxifraga nigroglandulifera）为虎耳草科虎耳草属下的一个种。

## 扩展阅读
- 維基物種上的相關：垂头虎耳草